# Enclave
- A (rosa):
  - tem 3 exclaves (A1, A2 e A3): é impossível ir da parcela principal de A a qualquer uma destas parcelas passando apenas por território de A; no entanto:
    - A1 não é um enclave: pode ir-se de A a A1 passando por C ou através do mar;
    - A2 não é um enclave: faz fronteira com mais do que um território "estrangeiro" (B e C);
    - A3 é um enclave: está totalmente rodeado por B;

  - tem 1 enclave (E): território "estrangeiro" totalmente rodeado por território de A;
  - tem 2 contra-enclaves, ou enclaves de segunda ordem (A4 e A5): territórios pertencentes a A encravados no interior do enclave E;
  - tem 1 contra-contra-enclave, ou enclave de terceira ordem (E1).
- B (amarelo):
  - tem 2 enclaves (A3 e D).
- C (verde):
  - território contínuo.
- D (laranja):
  - é um território-enclave: é territorialmente contínuo, mas o seu território está totalmente rodeado por um único território "estrangeiro" (B).
- E (lilás):
  - é um território-enclave: está encravado em A;
  - tem 2 enclaves (A4 e A5), que são contra-enclaves do território que circunda E;
  - tem 1 contra-enclave (E1), que é um contra-contra-enclave de A.

Em geografia política, um enclave é um território com distinções políticas, sociais e/ou culturais cujas fronteiras geográficas ficam inteiramente dentro dos limites de um outro território. Pode ser simultaneamente um exclave caso seja um território legal ou politicamente ligado a outro território do qual não é fisicamente contíguo. Por sua vez, um exclave pode também ser ou não um enclave.

## Etimologia
A palavra enclave vem do francês medieval enclaver (cercar) e do latim vulgar inclavare (fechar). Exclave tem raiz similar a excluir.

## Origem
A origem de um enclave pode ser devida a razões históricas, políticas ou mesmo geológicas: certas zonas tornaram-se enclaves simplesmente por causa da mudança do leito de um rio.

## Exemplos

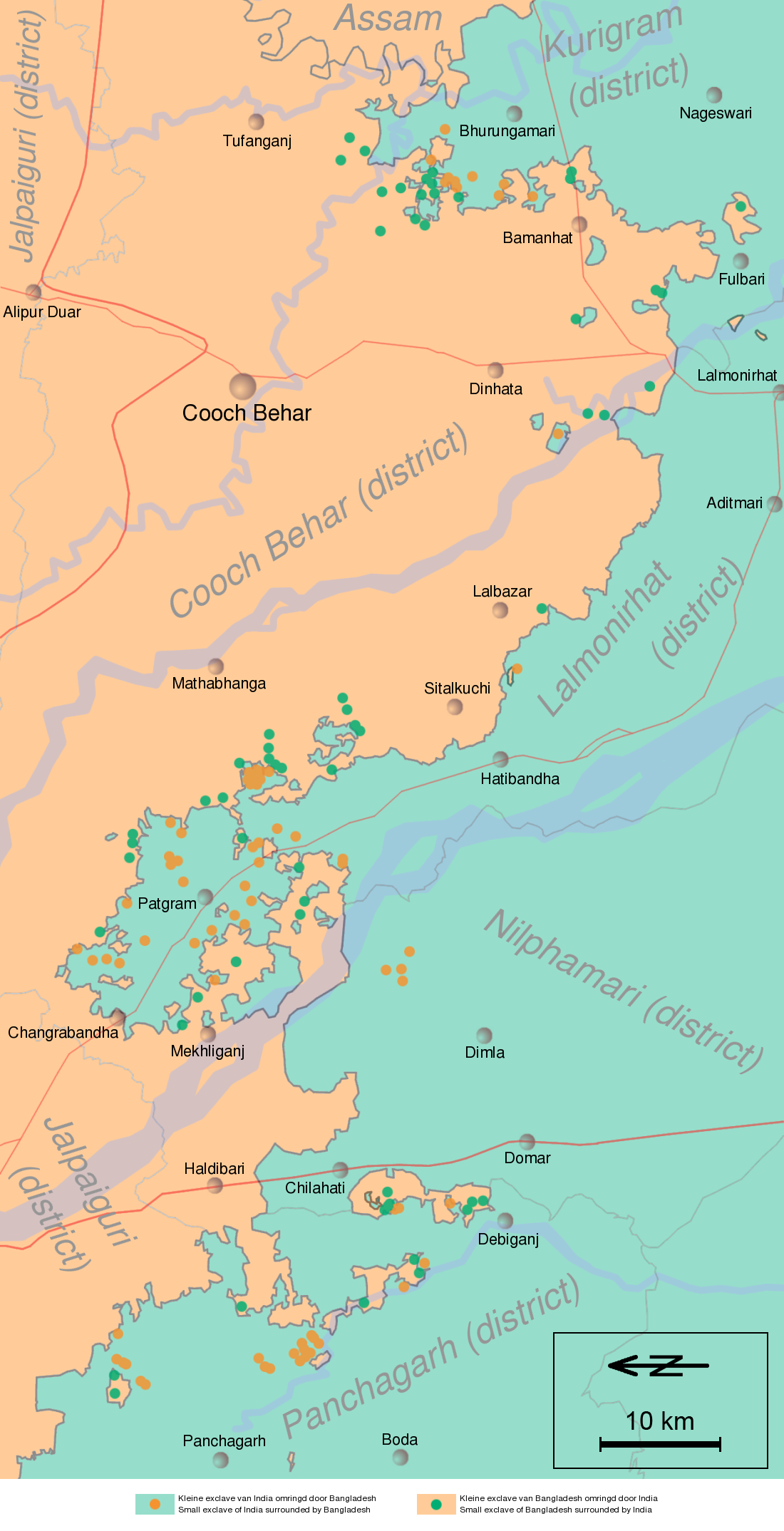
Mapa dos enclaves entre a Índia e Bangladesh.

Um dos exemplos mais conhecidos e complexos de enclaves/exclaves eram os Enclaves Índia-Bangladesh, localizados na fronteira entre Índia e Bangladesh. Nesta região, existiam 102 enclaves indianos dentro de Bangladesh e 71 enclaves bengalis dentro da Índia. Além disso, haviam ainda 28 contra-enclaves (enclave dentro de outro enclave) e 1 contra-contra-enclave (enclave circundado por outros dois enclaves) denominado Dahala Khagrabari.
Em 1974, os primeiros-ministros da Índia e de Bangladesh assinaram o Acordo de Fronteira Terrestre para trocar enclaves e simplificar sua fronteira internacional. Em 2015, uma versão revisada do acordo foi adotada pelos dois países, tendo a Índia recebido 51 enclaves de Bangladesh no território indiano, enquanto Bangladesh recebeu 111 enclaves indianos no território bengali. Foi autorizado que os residentes do enclave continuassem residindo em seu local atual ou se mudarem para o país de sua escolha. O único enclave restante é Dahagram–Angarpota, um exclave de Bangladesh.
Na fronteira entre a Espanha e a França, há o enclave de Llívia, que é um município espanhol completamente rodeado pela França.
Alguns enclaves são territórios independentes: este é caso de San Marino e do Vaticano, enclaves da Itália, e do reino do Lesoto, enclave da África do Sul.
Certos países, que apenas têm fronteira com um outro, são por vezes considerados enclaves se apenas dispuserem de uma pequena fronteira marítima. É o caso da Gâmbia, quase totalmente rodeada pelo Senegal. Em todo o rigor, territórios nestas condições são penenclaves (ou quase-enclaves).
No entanto, se a linha de costa for significativa em termos de comprimento, o país não é tido por enclave; exemplos são os casos de Portugal (só tem fronteira com a Espanha), e a Coreia do Sul (só tem fronteira com a Coreia do Norte).
Outros exemplos que não podem ser tecnicamente considerados enclaves são os territórios atingíveis por águas internacionais, como os casos de Oecusse (Timor-Leste), as possessões espanholas de Ceuta e Melilla, Cabinda (Angola), Kaliningrado (Rússia), Caçapo (Omã) e Dubrovnik, na Dalmácia (Croácia). Todos estes territórios são, no entanto, exclaves dos seus respectivos países.
Também se a dimensão do território separado do principal for significativa, não é costume considerá-lo um exclave.[carece de fontes?] Importantes exemplos são o estado norte-americano do Alasca e a porção do território malaio na ilha de Bornéu.

### Portugal
Em Portugal, a legislação de fins do século XX proibiu a criação de novas freguesias e municípios territorialmente descontínuos, mas, em todo o rigor, não proibiu a criação de descontinuidades territoriais em divisões administrativas já existentes. Ainda assim, os enclaves ou exclaves subnacionais que persistem, por razões históricas, são mais comuns ao nível da freguesia, embora também ocorram ao nível do município e do distrito. A reorganização administrativa de 2012/2013, eliminou grande parte das descontinuidades existentes ao nível das freguesias, de forma que após esse acto legislativo, as descontinuidades territoriais remanescentes são:
- 11 freguesias com 1 exclave: Castelo Branco (Castelo Branco), Cerdeira e Moura da Serra (Arganil), Degracias e Pombalinho (Soure), Figueiró do Campo (Soure), Lobão, Gião, Louredo e Guisande (Santa Maria da Feira), Milharado (Mafra), Santa Maria da Feira, Travanca, Sanfins e Espargo (Santa Maria da Feira), São Gens (Fafe), Taveiro, Ameal e Arzila (Coimbra), Vila Fernando (Guarda) e Vila Ruiva (Cuba);
- 1 freguesia com 2 exclaves: Canedo, Vale e Vila Maior (Santa Maria da Feira);
- 5 freguesias com 1 enclave: Adão (Guarda), Benquerenças (Castelo Branco), Matriz (Borba), São Martinho do Bispo e Ribeira de Frades (Coimbra) e São Miguel do Souto e Mosteirô (Santa Maria da Feira);
- 1 freguesia-enclave:[nota 3] São Bartolomeu (Borba);
- 4 municípios com 1 exclave: Montijo, Oliveira de Frades, Trancoso e Vila Real de Santo António;
- 1 município com 2 exclaves: Soure;
- 1 município com 1 enclave: Montemor-o-Velho;
- 1 distrito com 1 exclave: Guarda;
- 1 distrito com 1 enclave: Viseu.

### Brasil
No Brasil, não há nenhum enclave ou exclave em nível estadual, ou seja, os territórios de todas as unidades da Federação são contínuos (à exceção de ilhas marítimas ou fluviais, mas sempre dentro da mesma UF). O Distrito Federal não é considerado um enclave no estado de Goiás devido a uma mínima divisa fluvial de cerca de dois quilômetros de extensão com Minas Gerais. A única ligação terrestre entre o Distrito Federal e Minas Gerais é uma precária ponte de 130 metros de extensão.
Em escala municipal, no Brasil há apenas cinco exemplos de enclaves:
- Águas de São Pedro (São Paulo): enclave no território do município de São Pedro;
- Arroio do Padre (Rio Grande do Sul): enclave no território do município de Pelotas;
- Ladário (Mato Grosso do Sul): enclave no território do município de Corumbá;
- Portelândia (Goiás): enclave no território do município de Mineiros.

Os exclaves são ainda menos numerosos, pois apenas três municípios são geograficamente descontínuos, ou seja, têm parte de seu território desconectada do território principal.
- Mineiros (Goiás): uma pequena porção de seu território fica separada da parte principal pelos municípios de Chapadão do Céu e Costa Rica (Mato Grosso do Sul);[16]
- Senador José Porfírio (Pará): uma pequena porção de seu território fica separada da parte principal pelos municípios de Vitória do Xingu e Anapu;
- Sítio d'Abadia (Goiás): uma pequena porção de seu território fica separada da parte principal pelos municípios de Alvorada do Norte e Formoso (Minas Gerais).